# Санта Роса (департамент, Гватемала)
Санта Роса (на испански: Santa Rosa в превод „Света Роза“) е един от 22-та департамента на Гватемала. Столицата на департамента е град Куилапа. Населението на депертамента е 382 700 жители (по изчисления от юни 2016 г.).

## Общини
Санта Роса е разделен на 14 общини някои от които са:
1. Барберена
2. Куилапа
3. Нуева Санта Роса
4. Сан Хуан Текуако
5. Сан Рафаел Лас Флорес
6. Санта Роса де Лима